# Edgar D. Holladay
Edgar Dinwiddie Holladay (Cleveland, 26 ottobre 1925 – Carmel, 8 settembre 2003) è stato un compositore di scacchi statunitense.

## Biografia
Ha pubblicato oltre 2 200 problemi, il primo all'età di 17 anni sul giornale Cleveland Plain Dealer. È stato redattore della sezione problemistica del Cleveland Chess Bulletin dal 1943 al 1948 e dell'American Chess Bulletin dal 1949 al 1963, anno in cui fondò la rivista U.S. Problem Bulletin.
Giudice internazionale della composizione dal 1956, nel 1977 fu il primo problemista statunitense ad ottenere dalla FIDE il titolo di Maestro internazionale della composizione.
Edgar Holladay ha scritto diversi libri sui problemi di scacchi. Nel 2007 Robert Moore ha pubblicato il libro Holladay Chess Problems: The Life & Chess Problems of the American Composer Edgar Holladay.
Laureato in economia finanziaria alla Northwestern University, di professione era un analista finanziario.

## Opere
- (EN) Sheppard Two-Movers, 1963.
- (EN) Wurzburg Artistry, 1974.
- (EN) Hassberg Ingenuity, 1978.
- (EN) U.S. Chess Problem Anthology, 2004.
- (EN) Holladay Chess Problems: The Life & Chess Problems of the American Composer Edgar Holladay, Vampade, 2007.

## Partite
|   | a | b | c | d | e | f | g | h |   |
| 8 | a6 cavallo del nero · e5 pedone del nero · a4 torre del bianco · b4 donna del nero · e4 re del nero · h4 cavallo del bianco · b3 donna del bianco · e3 pedone del bianco · a2 alfiere del bianco · b1 re del bianco · e1 cavallo del bianco | a6 cavallo del nero · e5 pedone del nero · a4 torre del bianco · b4 donna del nero · e4 re del nero · h4 cavallo del bianco · b3 donna del bianco · e3 pedone del bianco · a2 alfiere del bianco · b1 re del bianco · e1 cavallo del bianco | a6 cavallo del nero · e5 pedone del nero · a4 torre del bianco · b4 donna del nero · e4 re del nero · h4 cavallo del bianco · b3 donna del bianco · e3 pedone del bianco · a2 alfiere del bianco · b1 re del bianco · e1 cavallo del bianco | a6 cavallo del nero · e5 pedone del nero · a4 torre del bianco · b4 donna del nero · e4 re del nero · h4 cavallo del bianco · b3 donna del bianco · e3 pedone del bianco · a2 alfiere del bianco · b1 re del bianco · e1 cavallo del bianco | a6 cavallo del nero · e5 pedone del nero · a4 torre del bianco · b4 donna del nero · e4 re del nero · h4 cavallo del bianco · b3 donna del bianco · e3 pedone del bianco · a2 alfiere del bianco · b1 re del bianco · e1 cavallo del bianco | a6 cavallo del nero · e5 pedone del nero · a4 torre del bianco · b4 donna del nero · e4 re del nero · h4 cavallo del bianco · b3 donna del bianco · e3 pedone del bianco · a2 alfiere del bianco · b1 re del bianco · e1 cavallo del bianco | a6 cavallo del nero · e5 pedone del nero · a4 torre del bianco · b4 donna del nero · e4 re del nero · h4 cavallo del bianco · b3 donna del bianco · e3 pedone del bianco · a2 alfiere del bianco · b1 re del bianco · e1 cavallo del bianco | a6 cavallo del nero · e5 pedone del nero · a4 torre del bianco · b4 donna del nero · e4 re del nero · h4 cavallo del bianco · b3 donna del bianco · e3 pedone del bianco · a2 alfiere del bianco · b1 re del bianco · e1 cavallo del bianco | 8 |
| 7 | a6 cavallo del nero · e5 pedone del nero · a4 torre del bianco · b4 donna del nero · e4 re del nero · h4 cavallo del bianco · b3 donna del bianco · e3 pedone del bianco · a2 alfiere del bianco · b1 re del bianco · e1 cavallo del bianco | a6 cavallo del nero · e5 pedone del nero · a4 torre del bianco · b4 donna del nero · e4 re del nero · h4 cavallo del bianco · b3 donna del bianco · e3 pedone del bianco · a2 alfiere del bianco · b1 re del bianco · e1 cavallo del bianco | a6 cavallo del nero · e5 pedone del nero · a4 torre del bianco · b4 donna del nero · e4 re del nero · h4 cavallo del bianco · b3 donna del bianco · e3 pedone del bianco · a2 alfiere del bianco · b1 re del bianco · e1 cavallo del bianco | a6 cavallo del nero · e5 pedone del nero · a4 torre del bianco · b4 donna del nero · e4 re del nero · h4 cavallo del bianco · b3 donna del bianco · e3 pedone del bianco · a2 alfiere del bianco · b1 re del bianco · e1 cavallo del bianco | a6 cavallo del nero · e5 pedone del nero · a4 torre del bianco · b4 donna del nero · e4 re del nero · h4 cavallo del bianco · b3 donna del bianco · e3 pedone del bianco · a2 alfiere del bianco · b1 re del bianco · e1 cavallo del bianco | a6 cavallo del nero · e5 pedone del nero · a4 torre del bianco · b4 donna del nero · e4 re del nero · h4 cavallo del bianco · b3 donna del bianco · e3 pedone del bianco · a2 alfiere del bianco · b1 re del bianco · e1 cavallo del bianco | a6 cavallo del nero · e5 pedone del nero · a4 torre del bianco · b4 donna del nero · e4 re del nero · h4 cavallo del bianco · b3 donna del bianco · e3 pedone del bianco · a2 alfiere del bianco · b1 re del bianco · e1 cavallo del bianco | a6 cavallo del nero · e5 pedone del nero · a4 torre del bianco · b4 donna del nero · e4 re del nero · h4 cavallo del bianco · b3 donna del bianco · e3 pedone del bianco · a2 alfiere del bianco · b1 re del bianco · e1 cavallo del bianco | 7 |
| 6 | a6 cavallo del nero · e5 pedone del nero · a4 torre del bianco · b4 donna del nero · e4 re del nero · h4 cavallo del bianco · b3 donna del bianco · e3 pedone del bianco · a2 alfiere del bianco · b1 re del bianco · e1 cavallo del bianco | a6 cavallo del nero · e5 pedone del nero · a4 torre del bianco · b4 donna del nero · e4 re del nero · h4 cavallo del bianco · b3 donna del bianco · e3 pedone del bianco · a2 alfiere del bianco · b1 re del bianco · e1 cavallo del bianco | a6 cavallo del nero · e5 pedone del nero · a4 torre del bianco · b4 donna del nero · e4 re del nero · h4 cavallo del bianco · b3 donna del bianco · e3 pedone del bianco · a2 alfiere del bianco · b1 re del bianco · e1 cavallo del bianco | a6 cavallo del nero · e5 pedone del nero · a4 torre del bianco · b4 donna del nero · e4 re del nero · h4 cavallo del bianco · b3 donna del bianco · e3 pedone del bianco · a2 alfiere del bianco · b1 re del bianco · e1 cavallo del bianco | a6 cavallo del nero · e5 pedone del nero · a4 torre del bianco · b4 donna del nero · e4 re del nero · h4 cavallo del bianco · b3 donna del bianco · e3 pedone del bianco · a2 alfiere del bianco · b1 re del bianco · e1 cavallo del bianco | a6 cavallo del nero · e5 pedone del nero · a4 torre del bianco · b4 donna del nero · e4 re del nero · h4 cavallo del bianco · b3 donna del bianco · e3 pedone del bianco · a2 alfiere del bianco · b1 re del bianco · e1 cavallo del bianco | a6 cavallo del nero · e5 pedone del nero · a4 torre del bianco · b4 donna del nero · e4 re del nero · h4 cavallo del bianco · b3 donna del bianco · e3 pedone del bianco · a2 alfiere del bianco · b1 re del bianco · e1 cavallo del bianco | a6 cavallo del nero · e5 pedone del nero · a4 torre del bianco · b4 donna del nero · e4 re del nero · h4 cavallo del bianco · b3 donna del bianco · e3 pedone del bianco · a2 alfiere del bianco · b1 re del bianco · e1 cavallo del bianco | 6 |
| 5 | a6 cavallo del nero · e5 pedone del nero · a4 torre del bianco · b4 donna del nero · e4 re del nero · h4 cavallo del bianco · b3 donna del bianco · e3 pedone del bianco · a2 alfiere del bianco · b1 re del bianco · e1 cavallo del bianco | a6 cavallo del nero · e5 pedone del nero · a4 torre del bianco · b4 donna del nero · e4 re del nero · h4 cavallo del bianco · b3 donna del bianco · e3 pedone del bianco · a2 alfiere del bianco · b1 re del bianco · e1 cavallo del bianco | a6 cavallo del nero · e5 pedone del nero · a4 torre del bianco · b4 donna del nero · e4 re del nero · h4 cavallo del bianco · b3 donna del bianco · e3 pedone del bianco · a2 alfiere del bianco · b1 re del bianco · e1 cavallo del bianco | a6 cavallo del nero · e5 pedone del nero · a4 torre del bianco · b4 donna del nero · e4 re del nero · h4 cavallo del bianco · b3 donna del bianco · e3 pedone del bianco · a2 alfiere del bianco · b1 re del bianco · e1 cavallo del bianco | a6 cavallo del nero · e5 pedone del nero · a4 torre del bianco · b4 donna del nero · e4 re del nero · h4 cavallo del bianco · b3 donna del bianco · e3 pedone del bianco · a2 alfiere del bianco · b1 re del bianco · e1 cavallo del bianco | a6 cavallo del nero · e5 pedone del nero · a4 torre del bianco · b4 donna del nero · e4 re del nero · h4 cavallo del bianco · b3 donna del bianco · e3 pedone del bianco · a2 alfiere del bianco · b1 re del bianco · e1 cavallo del bianco | a6 cavallo del nero · e5 pedone del nero · a4 torre del bianco · b4 donna del nero · e4 re del nero · h4 cavallo del bianco · b3 donna del bianco · e3 pedone del bianco · a2 alfiere del bianco · b1 re del bianco · e1 cavallo del bianco | a6 cavallo del nero · e5 pedone del nero · a4 torre del bianco · b4 donna del nero · e4 re del nero · h4 cavallo del bianco · b3 donna del bianco · e3 pedone del bianco · a2 alfiere del bianco · b1 re del bianco · e1 cavallo del bianco | 5 |
| 4 | a6 cavallo del nero · e5 pedone del nero · a4 torre del bianco · b4 donna del nero · e4 re del nero · h4 cavallo del bianco · b3 donna del bianco · e3 pedone del bianco · a2 alfiere del bianco · b1 re del bianco · e1 cavallo del bianco | a6 cavallo del nero · e5 pedone del nero · a4 torre del bianco · b4 donna del nero · e4 re del nero · h4 cavallo del bianco · b3 donna del bianco · e3 pedone del bianco · a2 alfiere del bianco · b1 re del bianco · e1 cavallo del bianco | a6 cavallo del nero · e5 pedone del nero · a4 torre del bianco · b4 donna del nero · e4 re del nero · h4 cavallo del bianco · b3 donna del bianco · e3 pedone del bianco · a2 alfiere del bianco · b1 re del bianco · e1 cavallo del bianco | a6 cavallo del nero · e5 pedone del nero · a4 torre del bianco · b4 donna del nero · e4 re del nero · h4 cavallo del bianco · b3 donna del bianco · e3 pedone del bianco · a2 alfiere del bianco · b1 re del bianco · e1 cavallo del bianco | a6 cavallo del nero · e5 pedone del nero · a4 torre del bianco · b4 donna del nero · e4 re del nero · h4 cavallo del bianco · b3 donna del bianco · e3 pedone del bianco · a2 alfiere del bianco · b1 re del bianco · e1 cavallo del bianco | a6 cavallo del nero · e5 pedone del nero · a4 torre del bianco · b4 donna del nero · e4 re del nero · h4 cavallo del bianco · b3 donna del bianco · e3 pedone del bianco · a2 alfiere del bianco · b1 re del bianco · e1 cavallo del bianco | a6 cavallo del nero · e5 pedone del nero · a4 torre del bianco · b4 donna del nero · e4 re del nero · h4 cavallo del bianco · b3 donna del bianco · e3 pedone del bianco · a2 alfiere del bianco · b1 re del bianco · e1 cavallo del bianco | a6 cavallo del nero · e5 pedone del nero · a4 torre del bianco · b4 donna del nero · e4 re del nero · h4 cavallo del bianco · b3 donna del bianco · e3 pedone del bianco · a2 alfiere del bianco · b1 re del bianco · e1 cavallo del bianco | 4 |
| 3 | a6 cavallo del nero · e5 pedone del nero · a4 torre del bianco · b4 donna del nero · e4 re del nero · h4 cavallo del bianco · b3 donna del bianco · e3 pedone del bianco · a2 alfiere del bianco · b1 re del bianco · e1 cavallo del bianco | a6 cavallo del nero · e5 pedone del nero · a4 torre del bianco · b4 donna del nero · e4 re del nero · h4 cavallo del bianco · b3 donna del bianco · e3 pedone del bianco · a2 alfiere del bianco · b1 re del bianco · e1 cavallo del bianco | a6 cavallo del nero · e5 pedone del nero · a4 torre del bianco · b4 donna del nero · e4 re del nero · h4 cavallo del bianco · b3 donna del bianco · e3 pedone del bianco · a2 alfiere del bianco · b1 re del bianco · e1 cavallo del bianco | a6 cavallo del nero · e5 pedone del nero · a4 torre del bianco · b4 donna del nero · e4 re del nero · h4 cavallo del bianco · b3 donna del bianco · e3 pedone del bianco · a2 alfiere del bianco · b1 re del bianco · e1 cavallo del bianco | a6 cavallo del nero · e5 pedone del nero · a4 torre del bianco · b4 donna del nero · e4 re del nero · h4 cavallo del bianco · b3 donna del bianco · e3 pedone del bianco · a2 alfiere del bianco · b1 re del bianco · e1 cavallo del bianco | a6 cavallo del nero · e5 pedone del nero · a4 torre del bianco · b4 donna del nero · e4 re del nero · h4 cavallo del bianco · b3 donna del bianco · e3 pedone del bianco · a2 alfiere del bianco · b1 re del bianco · e1 cavallo del bianco | a6 cavallo del nero · e5 pedone del nero · a4 torre del bianco · b4 donna del nero · e4 re del nero · h4 cavallo del bianco · b3 donna del bianco · e3 pedone del bianco · a2 alfiere del bianco · b1 re del bianco · e1 cavallo del bianco | a6 cavallo del nero · e5 pedone del nero · a4 torre del bianco · b4 donna del nero · e4 re del nero · h4 cavallo del bianco · b3 donna del bianco · e3 pedone del bianco · a2 alfiere del bianco · b1 re del bianco · e1 cavallo del bianco | 3 |
| 2 | a6 cavallo del nero · e5 pedone del nero · a4 torre del bianco · b4 donna del nero · e4 re del nero · h4 cavallo del bianco · b3 donna del bianco · e3 pedone del bianco · a2 alfiere del bianco · b1 re del bianco · e1 cavallo del bianco | a6 cavallo del nero · e5 pedone del nero · a4 torre del bianco · b4 donna del nero · e4 re del nero · h4 cavallo del bianco · b3 donna del bianco · e3 pedone del bianco · a2 alfiere del bianco · b1 re del bianco · e1 cavallo del bianco | a6 cavallo del nero · e5 pedone del nero · a4 torre del bianco · b4 donna del nero · e4 re del nero · h4 cavallo del bianco · b3 donna del bianco · e3 pedone del bianco · a2 alfiere del bianco · b1 re del bianco · e1 cavallo del bianco | a6 cavallo del nero · e5 pedone del nero · a4 torre del bianco · b4 donna del nero · e4 re del nero · h4 cavallo del bianco · b3 donna del bianco · e3 pedone del bianco · a2 alfiere del bianco · b1 re del bianco · e1 cavallo del bianco | a6 cavallo del nero · e5 pedone del nero · a4 torre del bianco · b4 donna del nero · e4 re del nero · h4 cavallo del bianco · b3 donna del bianco · e3 pedone del bianco · a2 alfiere del bianco · b1 re del bianco · e1 cavallo del bianco | a6 cavallo del nero · e5 pedone del nero · a4 torre del bianco · b4 donna del nero · e4 re del nero · h4 cavallo del bianco · b3 donna del bianco · e3 pedone del bianco · a2 alfiere del bianco · b1 re del bianco · e1 cavallo del bianco | a6 cavallo del nero · e5 pedone del nero · a4 torre del bianco · b4 donna del nero · e4 re del nero · h4 cavallo del bianco · b3 donna del bianco · e3 pedone del bianco · a2 alfiere del bianco · b1 re del bianco · e1 cavallo del bianco | a6 cavallo del nero · e5 pedone del nero · a4 torre del bianco · b4 donna del nero · e4 re del nero · h4 cavallo del bianco · b3 donna del bianco · e3 pedone del bianco · a2 alfiere del bianco · b1 re del bianco · e1 cavallo del bianco | 2 |
| 1 | a6 cavallo del nero · e5 pedone del nero · a4 torre del bianco · b4 donna del nero · e4 re del nero · h4 cavallo del bianco · b3 donna del bianco · e3 pedone del bianco · a2 alfiere del bianco · b1 re del bianco · e1 cavallo del bianco | a6 cavallo del nero · e5 pedone del nero · a4 torre del bianco · b4 donna del nero · e4 re del nero · h4 cavallo del bianco · b3 donna del bianco · e3 pedone del bianco · a2 alfiere del bianco · b1 re del bianco · e1 cavallo del bianco | a6 cavallo del nero · e5 pedone del nero · a4 torre del bianco · b4 donna del nero · e4 re del nero · h4 cavallo del bianco · b3 donna del bianco · e3 pedone del bianco · a2 alfiere del bianco · b1 re del bianco · e1 cavallo del bianco | a6 cavallo del nero · e5 pedone del nero · a4 torre del bianco · b4 donna del nero · e4 re del nero · h4 cavallo del bianco · b3 donna del bianco · e3 pedone del bianco · a2 alfiere del bianco · b1 re del bianco · e1 cavallo del bianco | a6 cavallo del nero · e5 pedone del nero · a4 torre del bianco · b4 donna del nero · e4 re del nero · h4 cavallo del bianco · b3 donna del bianco · e3 pedone del bianco · a2 alfiere del bianco · b1 re del bianco · e1 cavallo del bianco | a6 cavallo del nero · e5 pedone del nero · a4 torre del bianco · b4 donna del nero · e4 re del nero · h4 cavallo del bianco · b3 donna del bianco · e3 pedone del bianco · a2 alfiere del bianco · b1 re del bianco · e1 cavallo del bianco | a6 cavallo del nero · e5 pedone del nero · a4 torre del bianco · b4 donna del nero · e4 re del nero · h4 cavallo del bianco · b3 donna del bianco · e3 pedone del bianco · a2 alfiere del bianco · b1 re del bianco · e1 cavallo del bianco | a6 cavallo del nero · e5 pedone del nero · a4 torre del bianco · b4 donna del nero · e4 re del nero · h4 cavallo del bianco · b3 donna del bianco · e3 pedone del bianco · a2 alfiere del bianco · b1 re del bianco · e1 cavallo del bianco | 1 |
|   | a | b | c | d | e | f | g | h |   |

Soluzione:
Tentativi: 1. Rb2?  1... Dd4+!;
1. Ra1? (2. Ab1#/Dd3#)  1... Dd4+!

1. Rc1/Cef3?  1... Dc4+!
1. Ceg2!  (zugzwang)

1... Cb8/c5/c7  2. Txb4#

1... Dxa4  2. Dd5#

|   | a | b | c | d | e | f | g | h |   |
| 8 | c8 cavallo del nero · g8 donna del bianco · c7 torre del nero · d7 pedone del nero · d6 torre del bianco · e6 pedone del nero · b5 pedone del nero · f5 cavallo del bianco · b4 torre del nero · c4 re del nero · e4 re del bianco · b3 pedone del nero · f3 pedone del bianco · b2 pedone del bianco · d2 torre del bianco · e2 pedone del bianco · d1 cavallo del bianco · f1 alfiere del bianco · g1 alfiere del bianco | c8 cavallo del nero · g8 donna del bianco · c7 torre del nero · d7 pedone del nero · d6 torre del bianco · e6 pedone del nero · b5 pedone del nero · f5 cavallo del bianco · b4 torre del nero · c4 re del nero · e4 re del bianco · b3 pedone del nero · f3 pedone del bianco · b2 pedone del bianco · d2 torre del bianco · e2 pedone del bianco · d1 cavallo del bianco · f1 alfiere del bianco · g1 alfiere del bianco | c8 cavallo del nero · g8 donna del bianco · c7 torre del nero · d7 pedone del nero · d6 torre del bianco · e6 pedone del nero · b5 pedone del nero · f5 cavallo del bianco · b4 torre del nero · c4 re del nero · e4 re del bianco · b3 pedone del nero · f3 pedone del bianco · b2 pedone del bianco · d2 torre del bianco · e2 pedone del bianco · d1 cavallo del bianco · f1 alfiere del bianco · g1 alfiere del bianco | c8 cavallo del nero · g8 donna del bianco · c7 torre del nero · d7 pedone del nero · d6 torre del bianco · e6 pedone del nero · b5 pedone del nero · f5 cavallo del bianco · b4 torre del nero · c4 re del nero · e4 re del bianco · b3 pedone del nero · f3 pedone del bianco · b2 pedone del bianco · d2 torre del bianco · e2 pedone del bianco · d1 cavallo del bianco · f1 alfiere del bianco · g1 alfiere del bianco | c8 cavallo del nero · g8 donna del bianco · c7 torre del nero · d7 pedone del nero · d6 torre del bianco · e6 pedone del nero · b5 pedone del nero · f5 cavallo del bianco · b4 torre del nero · c4 re del nero · e4 re del bianco · b3 pedone del nero · f3 pedone del bianco · b2 pedone del bianco · d2 torre del bianco · e2 pedone del bianco · d1 cavallo del bianco · f1 alfiere del bianco · g1 alfiere del bianco | c8 cavallo del nero · g8 donna del bianco · c7 torre del nero · d7 pedone del nero · d6 torre del bianco · e6 pedone del nero · b5 pedone del nero · f5 cavallo del bianco · b4 torre del nero · c4 re del nero · e4 re del bianco · b3 pedone del nero · f3 pedone del bianco · b2 pedone del bianco · d2 torre del bianco · e2 pedone del bianco · d1 cavallo del bianco · f1 alfiere del bianco · g1 alfiere del bianco | c8 cavallo del nero · g8 donna del bianco · c7 torre del nero · d7 pedone del nero · d6 torre del bianco · e6 pedone del nero · b5 pedone del nero · f5 cavallo del bianco · b4 torre del nero · c4 re del nero · e4 re del bianco · b3 pedone del nero · f3 pedone del bianco · b2 pedone del bianco · d2 torre del bianco · e2 pedone del bianco · d1 cavallo del bianco · f1 alfiere del bianco · g1 alfiere del bianco | c8 cavallo del nero · g8 donna del bianco · c7 torre del nero · d7 pedone del nero · d6 torre del bianco · e6 pedone del nero · b5 pedone del nero · f5 cavallo del bianco · b4 torre del nero · c4 re del nero · e4 re del bianco · b3 pedone del nero · f3 pedone del bianco · b2 pedone del bianco · d2 torre del bianco · e2 pedone del bianco · d1 cavallo del bianco · f1 alfiere del bianco · g1 alfiere del bianco | 8 |
| 7 | c8 cavallo del nero · g8 donna del bianco · c7 torre del nero · d7 pedone del nero · d6 torre del bianco · e6 pedone del nero · b5 pedone del nero · f5 cavallo del bianco · b4 torre del nero · c4 re del nero · e4 re del bianco · b3 pedone del nero · f3 pedone del bianco · b2 pedone del bianco · d2 torre del bianco · e2 pedone del bianco · d1 cavallo del bianco · f1 alfiere del bianco · g1 alfiere del bianco | c8 cavallo del nero · g8 donna del bianco · c7 torre del nero · d7 pedone del nero · d6 torre del bianco · e6 pedone del nero · b5 pedone del nero · f5 cavallo del bianco · b4 torre del nero · c4 re del nero · e4 re del bianco · b3 pedone del nero · f3 pedone del bianco · b2 pedone del bianco · d2 torre del bianco · e2 pedone del bianco · d1 cavallo del bianco · f1 alfiere del bianco · g1 alfiere del bianco | c8 cavallo del nero · g8 donna del bianco · c7 torre del nero · d7 pedone del nero · d6 torre del bianco · e6 pedone del nero · b5 pedone del nero · f5 cavallo del bianco · b4 torre del nero · c4 re del nero · e4 re del bianco · b3 pedone del nero · f3 pedone del bianco · b2 pedone del bianco · d2 torre del bianco · e2 pedone del bianco · d1 cavallo del bianco · f1 alfiere del bianco · g1 alfiere del bianco | c8 cavallo del nero · g8 donna del bianco · c7 torre del nero · d7 pedone del nero · d6 torre del bianco · e6 pedone del nero · b5 pedone del nero · f5 cavallo del bianco · b4 torre del nero · c4 re del nero · e4 re del bianco · b3 pedone del nero · f3 pedone del bianco · b2 pedone del bianco · d2 torre del bianco · e2 pedone del bianco · d1 cavallo del bianco · f1 alfiere del bianco · g1 alfiere del bianco | c8 cavallo del nero · g8 donna del bianco · c7 torre del nero · d7 pedone del nero · d6 torre del bianco · e6 pedone del nero · b5 pedone del nero · f5 cavallo del bianco · b4 torre del nero · c4 re del nero · e4 re del bianco · b3 pedone del nero · f3 pedone del bianco · b2 pedone del bianco · d2 torre del bianco · e2 pedone del bianco · d1 cavallo del bianco · f1 alfiere del bianco · g1 alfiere del bianco | c8 cavallo del nero · g8 donna del bianco · c7 torre del nero · d7 pedone del nero · d6 torre del bianco · e6 pedone del nero · b5 pedone del nero · f5 cavallo del bianco · b4 torre del nero · c4 re del nero · e4 re del bianco · b3 pedone del nero · f3 pedone del bianco · b2 pedone del bianco · d2 torre del bianco · e2 pedone del bianco · d1 cavallo del bianco · f1 alfiere del bianco · g1 alfiere del bianco | c8 cavallo del nero · g8 donna del bianco · c7 torre del nero · d7 pedone del nero · d6 torre del bianco · e6 pedone del nero · b5 pedone del nero · f5 cavallo del bianco · b4 torre del nero · c4 re del nero · e4 re del bianco · b3 pedone del nero · f3 pedone del bianco · b2 pedone del bianco · d2 torre del bianco · e2 pedone del bianco · d1 cavallo del bianco · f1 alfiere del bianco · g1 alfiere del bianco | c8 cavallo del nero · g8 donna del bianco · c7 torre del nero · d7 pedone del nero · d6 torre del bianco · e6 pedone del nero · b5 pedone del nero · f5 cavallo del bianco · b4 torre del nero · c4 re del nero · e4 re del bianco · b3 pedone del nero · f3 pedone del bianco · b2 pedone del bianco · d2 torre del bianco · e2 pedone del bianco · d1 cavallo del bianco · f1 alfiere del bianco · g1 alfiere del bianco | 7 |
| 6 | c8 cavallo del nero · g8 donna del bianco · c7 torre del nero · d7 pedone del nero · d6 torre del bianco · e6 pedone del nero · b5 pedone del nero · f5 cavallo del bianco · b4 torre del nero · c4 re del nero · e4 re del bianco · b3 pedone del nero · f3 pedone del bianco · b2 pedone del bianco · d2 torre del bianco · e2 pedone del bianco · d1 cavallo del bianco · f1 alfiere del bianco · g1 alfiere del bianco | c8 cavallo del nero · g8 donna del bianco · c7 torre del nero · d7 pedone del nero · d6 torre del bianco · e6 pedone del nero · b5 pedone del nero · f5 cavallo del bianco · b4 torre del nero · c4 re del nero · e4 re del bianco · b3 pedone del nero · f3 pedone del bianco · b2 pedone del bianco · d2 torre del bianco · e2 pedone del bianco · d1 cavallo del bianco · f1 alfiere del bianco · g1 alfiere del bianco | c8 cavallo del nero · g8 donna del bianco · c7 torre del nero · d7 pedone del nero · d6 torre del bianco · e6 pedone del nero · b5 pedone del nero · f5 cavallo del bianco · b4 torre del nero · c4 re del nero · e4 re del bianco · b3 pedone del nero · f3 pedone del bianco · b2 pedone del bianco · d2 torre del bianco · e2 pedone del bianco · d1 cavallo del bianco · f1 alfiere del bianco · g1 alfiere del bianco | c8 cavallo del nero · g8 donna del bianco · c7 torre del nero · d7 pedone del nero · d6 torre del bianco · e6 pedone del nero · b5 pedone del nero · f5 cavallo del bianco · b4 torre del nero · c4 re del nero · e4 re del bianco · b3 pedone del nero · f3 pedone del bianco · b2 pedone del bianco · d2 torre del bianco · e2 pedone del bianco · d1 cavallo del bianco · f1 alfiere del bianco · g1 alfiere del bianco | c8 cavallo del nero · g8 donna del bianco · c7 torre del nero · d7 pedone del nero · d6 torre del bianco · e6 pedone del nero · b5 pedone del nero · f5 cavallo del bianco · b4 torre del nero · c4 re del nero · e4 re del bianco · b3 pedone del nero · f3 pedone del bianco · b2 pedone del bianco · d2 torre del bianco · e2 pedone del bianco · d1 cavallo del bianco · f1 alfiere del bianco · g1 alfiere del bianco | c8 cavallo del nero · g8 donna del bianco · c7 torre del nero · d7 pedone del nero · d6 torre del bianco · e6 pedone del nero · b5 pedone del nero · f5 cavallo del bianco · b4 torre del nero · c4 re del nero · e4 re del bianco · b3 pedone del nero · f3 pedone del bianco · b2 pedone del bianco · d2 torre del bianco · e2 pedone del bianco · d1 cavallo del bianco · f1 alfiere del bianco · g1 alfiere del bianco | c8 cavallo del nero · g8 donna del bianco · c7 torre del nero · d7 pedone del nero · d6 torre del bianco · e6 pedone del nero · b5 pedone del nero · f5 cavallo del bianco · b4 torre del nero · c4 re del nero · e4 re del bianco · b3 pedone del nero · f3 pedone del bianco · b2 pedone del bianco · d2 torre del bianco · e2 pedone del bianco · d1 cavallo del bianco · f1 alfiere del bianco · g1 alfiere del bianco | c8 cavallo del nero · g8 donna del bianco · c7 torre del nero · d7 pedone del nero · d6 torre del bianco · e6 pedone del nero · b5 pedone del nero · f5 cavallo del bianco · b4 torre del nero · c4 re del nero · e4 re del bianco · b3 pedone del nero · f3 pedone del bianco · b2 pedone del bianco · d2 torre del bianco · e2 pedone del bianco · d1 cavallo del bianco · f1 alfiere del bianco · g1 alfiere del bianco | 6 |
| 5 | c8 cavallo del nero · g8 donna del bianco · c7 torre del nero · d7 pedone del nero · d6 torre del bianco · e6 pedone del nero · b5 pedone del nero · f5 cavallo del bianco · b4 torre del nero · c4 re del nero · e4 re del bianco · b3 pedone del nero · f3 pedone del bianco · b2 pedone del bianco · d2 torre del bianco · e2 pedone del bianco · d1 cavallo del bianco · f1 alfiere del bianco · g1 alfiere del bianco | c8 cavallo del nero · g8 donna del bianco · c7 torre del nero · d7 pedone del nero · d6 torre del bianco · e6 pedone del nero · b5 pedone del nero · f5 cavallo del bianco · b4 torre del nero · c4 re del nero · e4 re del bianco · b3 pedone del nero · f3 pedone del bianco · b2 pedone del bianco · d2 torre del bianco · e2 pedone del bianco · d1 cavallo del bianco · f1 alfiere del bianco · g1 alfiere del bianco | c8 cavallo del nero · g8 donna del bianco · c7 torre del nero · d7 pedone del nero · d6 torre del bianco · e6 pedone del nero · b5 pedone del nero · f5 cavallo del bianco · b4 torre del nero · c4 re del nero · e4 re del bianco · b3 pedone del nero · f3 pedone del bianco · b2 pedone del bianco · d2 torre del bianco · e2 pedone del bianco · d1 cavallo del bianco · f1 alfiere del bianco · g1 alfiere del bianco | c8 cavallo del nero · g8 donna del bianco · c7 torre del nero · d7 pedone del nero · d6 torre del bianco · e6 pedone del nero · b5 pedone del nero · f5 cavallo del bianco · b4 torre del nero · c4 re del nero · e4 re del bianco · b3 pedone del nero · f3 pedone del bianco · b2 pedone del bianco · d2 torre del bianco · e2 pedone del bianco · d1 cavallo del bianco · f1 alfiere del bianco · g1 alfiere del bianco | c8 cavallo del nero · g8 donna del bianco · c7 torre del nero · d7 pedone del nero · d6 torre del bianco · e6 pedone del nero · b5 pedone del nero · f5 cavallo del bianco · b4 torre del nero · c4 re del nero · e4 re del bianco · b3 pedone del nero · f3 pedone del bianco · b2 pedone del bianco · d2 torre del bianco · e2 pedone del bianco · d1 cavallo del bianco · f1 alfiere del bianco · g1 alfiere del bianco | c8 cavallo del nero · g8 donna del bianco · c7 torre del nero · d7 pedone del nero · d6 torre del bianco · e6 pedone del nero · b5 pedone del nero · f5 cavallo del bianco · b4 torre del nero · c4 re del nero · e4 re del bianco · b3 pedone del nero · f3 pedone del bianco · b2 pedone del bianco · d2 torre del bianco · e2 pedone del bianco · d1 cavallo del bianco · f1 alfiere del bianco · g1 alfiere del bianco | c8 cavallo del nero · g8 donna del bianco · c7 torre del nero · d7 pedone del nero · d6 torre del bianco · e6 pedone del nero · b5 pedone del nero · f5 cavallo del bianco · b4 torre del nero · c4 re del nero · e4 re del bianco · b3 pedone del nero · f3 pedone del bianco · b2 pedone del bianco · d2 torre del bianco · e2 pedone del bianco · d1 cavallo del bianco · f1 alfiere del bianco · g1 alfiere del bianco | c8 cavallo del nero · g8 donna del bianco · c7 torre del nero · d7 pedone del nero · d6 torre del bianco · e6 pedone del nero · b5 pedone del nero · f5 cavallo del bianco · b4 torre del nero · c4 re del nero · e4 re del bianco · b3 pedone del nero · f3 pedone del bianco · b2 pedone del bianco · d2 torre del bianco · e2 pedone del bianco · d1 cavallo del bianco · f1 alfiere del bianco · g1 alfiere del bianco | 5 |
| 4 | c8 cavallo del nero · g8 donna del bianco · c7 torre del nero · d7 pedone del nero · d6 torre del bianco · e6 pedone del nero · b5 pedone del nero · f5 cavallo del bianco · b4 torre del nero · c4 re del nero · e4 re del bianco · b3 pedone del nero · f3 pedone del bianco · b2 pedone del bianco · d2 torre del bianco · e2 pedone del bianco · d1 cavallo del bianco · f1 alfiere del bianco · g1 alfiere del bianco | c8 cavallo del nero · g8 donna del bianco · c7 torre del nero · d7 pedone del nero · d6 torre del bianco · e6 pedone del nero · b5 pedone del nero · f5 cavallo del bianco · b4 torre del nero · c4 re del nero · e4 re del bianco · b3 pedone del nero · f3 pedone del bianco · b2 pedone del bianco · d2 torre del bianco · e2 pedone del bianco · d1 cavallo del bianco · f1 alfiere del bianco · g1 alfiere del bianco | c8 cavallo del nero · g8 donna del bianco · c7 torre del nero · d7 pedone del nero · d6 torre del bianco · e6 pedone del nero · b5 pedone del nero · f5 cavallo del bianco · b4 torre del nero · c4 re del nero · e4 re del bianco · b3 pedone del nero · f3 pedone del bianco · b2 pedone del bianco · d2 torre del bianco · e2 pedone del bianco · d1 cavallo del bianco · f1 alfiere del bianco · g1 alfiere del bianco | c8 cavallo del nero · g8 donna del bianco · c7 torre del nero · d7 pedone del nero · d6 torre del bianco · e6 pedone del nero · b5 pedone del nero · f5 cavallo del bianco · b4 torre del nero · c4 re del nero · e4 re del bianco · b3 pedone del nero · f3 pedone del bianco · b2 pedone del bianco · d2 torre del bianco · e2 pedone del bianco · d1 cavallo del bianco · f1 alfiere del bianco · g1 alfiere del bianco | c8 cavallo del nero · g8 donna del bianco · c7 torre del nero · d7 pedone del nero · d6 torre del bianco · e6 pedone del nero · b5 pedone del nero · f5 cavallo del bianco · b4 torre del nero · c4 re del nero · e4 re del bianco · b3 pedone del nero · f3 pedone del bianco · b2 pedone del bianco · d2 torre del bianco · e2 pedone del bianco · d1 cavallo del bianco · f1 alfiere del bianco · g1 alfiere del bianco | c8 cavallo del nero · g8 donna del bianco · c7 torre del nero · d7 pedone del nero · d6 torre del bianco · e6 pedone del nero · b5 pedone del nero · f5 cavallo del bianco · b4 torre del nero · c4 re del nero · e4 re del bianco · b3 pedone del nero · f3 pedone del bianco · b2 pedone del bianco · d2 torre del bianco · e2 pedone del bianco · d1 cavallo del bianco · f1 alfiere del bianco · g1 alfiere del bianco | c8 cavallo del nero · g8 donna del bianco · c7 torre del nero · d7 pedone del nero · d6 torre del bianco · e6 pedone del nero · b5 pedone del nero · f5 cavallo del bianco · b4 torre del nero · c4 re del nero · e4 re del bianco · b3 pedone del nero · f3 pedone del bianco · b2 pedone del bianco · d2 torre del bianco · e2 pedone del bianco · d1 cavallo del bianco · f1 alfiere del bianco · g1 alfiere del bianco | c8 cavallo del nero · g8 donna del bianco · c7 torre del nero · d7 pedone del nero · d6 torre del bianco · e6 pedone del nero · b5 pedone del nero · f5 cavallo del bianco · b4 torre del nero · c4 re del nero · e4 re del bianco · b3 pedone del nero · f3 pedone del bianco · b2 pedone del bianco · d2 torre del bianco · e2 pedone del bianco · d1 cavallo del bianco · f1 alfiere del bianco · g1 alfiere del bianco | 4 |
| 3 | c8 cavallo del nero · g8 donna del bianco · c7 torre del nero · d7 pedone del nero · d6 torre del bianco · e6 pedone del nero · b5 pedone del nero · f5 cavallo del bianco · b4 torre del nero · c4 re del nero · e4 re del bianco · b3 pedone del nero · f3 pedone del bianco · b2 pedone del bianco · d2 torre del bianco · e2 pedone del bianco · d1 cavallo del bianco · f1 alfiere del bianco · g1 alfiere del bianco | c8 cavallo del nero · g8 donna del bianco · c7 torre del nero · d7 pedone del nero · d6 torre del bianco · e6 pedone del nero · b5 pedone del nero · f5 cavallo del bianco · b4 torre del nero · c4 re del nero · e4 re del bianco · b3 pedone del nero · f3 pedone del bianco · b2 pedone del bianco · d2 torre del bianco · e2 pedone del bianco · d1 cavallo del bianco · f1 alfiere del bianco · g1 alfiere del bianco | c8 cavallo del nero · g8 donna del bianco · c7 torre del nero · d7 pedone del nero · d6 torre del bianco · e6 pedone del nero · b5 pedone del nero · f5 cavallo del bianco · b4 torre del nero · c4 re del nero · e4 re del bianco · b3 pedone del nero · f3 pedone del bianco · b2 pedone del bianco · d2 torre del bianco · e2 pedone del bianco · d1 cavallo del bianco · f1 alfiere del bianco · g1 alfiere del bianco | c8 cavallo del nero · g8 donna del bianco · c7 torre del nero · d7 pedone del nero · d6 torre del bianco · e6 pedone del nero · b5 pedone del nero · f5 cavallo del bianco · b4 torre del nero · c4 re del nero · e4 re del bianco · b3 pedone del nero · f3 pedone del bianco · b2 pedone del bianco · d2 torre del bianco · e2 pedone del bianco · d1 cavallo del bianco · f1 alfiere del bianco · g1 alfiere del bianco | c8 cavallo del nero · g8 donna del bianco · c7 torre del nero · d7 pedone del nero · d6 torre del bianco · e6 pedone del nero · b5 pedone del nero · f5 cavallo del bianco · b4 torre del nero · c4 re del nero · e4 re del bianco · b3 pedone del nero · f3 pedone del bianco · b2 pedone del bianco · d2 torre del bianco · e2 pedone del bianco · d1 cavallo del bianco · f1 alfiere del bianco · g1 alfiere del bianco | c8 cavallo del nero · g8 donna del bianco · c7 torre del nero · d7 pedone del nero · d6 torre del bianco · e6 pedone del nero · b5 pedone del nero · f5 cavallo del bianco · b4 torre del nero · c4 re del nero · e4 re del bianco · b3 pedone del nero · f3 pedone del bianco · b2 pedone del bianco · d2 torre del bianco · e2 pedone del bianco · d1 cavallo del bianco · f1 alfiere del bianco · g1 alfiere del bianco | c8 cavallo del nero · g8 donna del bianco · c7 torre del nero · d7 pedone del nero · d6 torre del bianco · e6 pedone del nero · b5 pedone del nero · f5 cavallo del bianco · b4 torre del nero · c4 re del nero · e4 re del bianco · b3 pedone del nero · f3 pedone del bianco · b2 pedone del bianco · d2 torre del bianco · e2 pedone del bianco · d1 cavallo del bianco · f1 alfiere del bianco · g1 alfiere del bianco | c8 cavallo del nero · g8 donna del bianco · c7 torre del nero · d7 pedone del nero · d6 torre del bianco · e6 pedone del nero · b5 pedone del nero · f5 cavallo del bianco · b4 torre del nero · c4 re del nero · e4 re del bianco · b3 pedone del nero · f3 pedone del bianco · b2 pedone del bianco · d2 torre del bianco · e2 pedone del bianco · d1 cavallo del bianco · f1 alfiere del bianco · g1 alfiere del bianco | 3 |
| 2 | c8 cavallo del nero · g8 donna del bianco · c7 torre del nero · d7 pedone del nero · d6 torre del bianco · e6 pedone del nero · b5 pedone del nero · f5 cavallo del bianco · b4 torre del nero · c4 re del nero · e4 re del bianco · b3 pedone del nero · f3 pedone del bianco · b2 pedone del bianco · d2 torre del bianco · e2 pedone del bianco · d1 cavallo del bianco · f1 alfiere del bianco · g1 alfiere del bianco | c8 cavallo del nero · g8 donna del bianco · c7 torre del nero · d7 pedone del nero · d6 torre del bianco · e6 pedone del nero · b5 pedone del nero · f5 cavallo del bianco · b4 torre del nero · c4 re del nero · e4 re del bianco · b3 pedone del nero · f3 pedone del bianco · b2 pedone del bianco · d2 torre del bianco · e2 pedone del bianco · d1 cavallo del bianco · f1 alfiere del bianco · g1 alfiere del bianco | c8 cavallo del nero · g8 donna del bianco · c7 torre del nero · d7 pedone del nero · d6 torre del bianco · e6 pedone del nero · b5 pedone del nero · f5 cavallo del bianco · b4 torre del nero · c4 re del nero · e4 re del bianco · b3 pedone del nero · f3 pedone del bianco · b2 pedone del bianco · d2 torre del bianco · e2 pedone del bianco · d1 cavallo del bianco · f1 alfiere del bianco · g1 alfiere del bianco | c8 cavallo del nero · g8 donna del bianco · c7 torre del nero · d7 pedone del nero · d6 torre del bianco · e6 pedone del nero · b5 pedone del nero · f5 cavallo del bianco · b4 torre del nero · c4 re del nero · e4 re del bianco · b3 pedone del nero · f3 pedone del bianco · b2 pedone del bianco · d2 torre del bianco · e2 pedone del bianco · d1 cavallo del bianco · f1 alfiere del bianco · g1 alfiere del bianco | c8 cavallo del nero · g8 donna del bianco · c7 torre del nero · d7 pedone del nero · d6 torre del bianco · e6 pedone del nero · b5 pedone del nero · f5 cavallo del bianco · b4 torre del nero · c4 re del nero · e4 re del bianco · b3 pedone del nero · f3 pedone del bianco · b2 pedone del bianco · d2 torre del bianco · e2 pedone del bianco · d1 cavallo del bianco · f1 alfiere del bianco · g1 alfiere del bianco | c8 cavallo del nero · g8 donna del bianco · c7 torre del nero · d7 pedone del nero · d6 torre del bianco · e6 pedone del nero · b5 pedone del nero · f5 cavallo del bianco · b4 torre del nero · c4 re del nero · e4 re del bianco · b3 pedone del nero · f3 pedone del bianco · b2 pedone del bianco · d2 torre del bianco · e2 pedone del bianco · d1 cavallo del bianco · f1 alfiere del bianco · g1 alfiere del bianco | c8 cavallo del nero · g8 donna del bianco · c7 torre del nero · d7 pedone del nero · d6 torre del bianco · e6 pedone del nero · b5 pedone del nero · f5 cavallo del bianco · b4 torre del nero · c4 re del nero · e4 re del bianco · b3 pedone del nero · f3 pedone del bianco · b2 pedone del bianco · d2 torre del bianco · e2 pedone del bianco · d1 cavallo del bianco · f1 alfiere del bianco · g1 alfiere del bianco | c8 cavallo del nero · g8 donna del bianco · c7 torre del nero · d7 pedone del nero · d6 torre del bianco · e6 pedone del nero · b5 pedone del nero · f5 cavallo del bianco · b4 torre del nero · c4 re del nero · e4 re del bianco · b3 pedone del nero · f3 pedone del bianco · b2 pedone del bianco · d2 torre del bianco · e2 pedone del bianco · d1 cavallo del bianco · f1 alfiere del bianco · g1 alfiere del bianco | 2 |
| 1 | c8 cavallo del nero · g8 donna del bianco · c7 torre del nero · d7 pedone del nero · d6 torre del bianco · e6 pedone del nero · b5 pedone del nero · f5 cavallo del bianco · b4 torre del nero · c4 re del nero · e4 re del bianco · b3 pedone del nero · f3 pedone del bianco · b2 pedone del bianco · d2 torre del bianco · e2 pedone del bianco · d1 cavallo del bianco · f1 alfiere del bianco · g1 alfiere del bianco | c8 cavallo del nero · g8 donna del bianco · c7 torre del nero · d7 pedone del nero · d6 torre del bianco · e6 pedone del nero · b5 pedone del nero · f5 cavallo del bianco · b4 torre del nero · c4 re del nero · e4 re del bianco · b3 pedone del nero · f3 pedone del bianco · b2 pedone del bianco · d2 torre del bianco · e2 pedone del bianco · d1 cavallo del bianco · f1 alfiere del bianco · g1 alfiere del bianco | c8 cavallo del nero · g8 donna del bianco · c7 torre del nero · d7 pedone del nero · d6 torre del bianco · e6 pedone del nero · b5 pedone del nero · f5 cavallo del bianco · b4 torre del nero · c4 re del nero · e4 re del bianco · b3 pedone del nero · f3 pedone del bianco · b2 pedone del bianco · d2 torre del bianco · e2 pedone del bianco · d1 cavallo del bianco · f1 alfiere del bianco · g1 alfiere del bianco | c8 cavallo del nero · g8 donna del bianco · c7 torre del nero · d7 pedone del nero · d6 torre del bianco · e6 pedone del nero · b5 pedone del nero · f5 cavallo del bianco · b4 torre del nero · c4 re del nero · e4 re del bianco · b3 pedone del nero · f3 pedone del bianco · b2 pedone del bianco · d2 torre del bianco · e2 pedone del bianco · d1 cavallo del bianco · f1 alfiere del bianco · g1 alfiere del bianco | c8 cavallo del nero · g8 donna del bianco · c7 torre del nero · d7 pedone del nero · d6 torre del bianco · e6 pedone del nero · b5 pedone del nero · f5 cavallo del bianco · b4 torre del nero · c4 re del nero · e4 re del bianco · b3 pedone del nero · f3 pedone del bianco · b2 pedone del bianco · d2 torre del bianco · e2 pedone del bianco · d1 cavallo del bianco · f1 alfiere del bianco · g1 alfiere del bianco | c8 cavallo del nero · g8 donna del bianco · c7 torre del nero · d7 pedone del nero · d6 torre del bianco · e6 pedone del nero · b5 pedone del nero · f5 cavallo del bianco · b4 torre del nero · c4 re del nero · e4 re del bianco · b3 pedone del nero · f3 pedone del bianco · b2 pedone del bianco · d2 torre del bianco · e2 pedone del bianco · d1 cavallo del bianco · f1 alfiere del bianco · g1 alfiere del bianco | c8 cavallo del nero · g8 donna del bianco · c7 torre del nero · d7 pedone del nero · d6 torre del bianco · e6 pedone del nero · b5 pedone del nero · f5 cavallo del bianco · b4 torre del nero · c4 re del nero · e4 re del bianco · b3 pedone del nero · f3 pedone del bianco · b2 pedone del bianco · d2 torre del bianco · e2 pedone del bianco · d1 cavallo del bianco · f1 alfiere del bianco · g1 alfiere del bianco | c8 cavallo del nero · g8 donna del bianco · c7 torre del nero · d7 pedone del nero · d6 torre del bianco · e6 pedone del nero · b5 pedone del nero · f5 cavallo del bianco · b4 torre del nero · c4 re del nero · e4 re del bianco · b3 pedone del nero · f3 pedone del bianco · b2 pedone del bianco · d2 torre del bianco · e2 pedone del bianco · d1 cavallo del bianco · f1 alfiere del bianco · g1 alfiere del bianco | 1 |
|   | a | b | c | d | e | f | g | h |   |

Soluzione:
Tentativi:  1. Rf4/Ad4/T2d3?  1... Ta4!
Chiave: 1. Dg4!  (min. 2. Re5#)

1... Cxd6+  2. Cxd6#

1... Tc5  2. Re3/e3/.../T6d4#